# قائمة الأغاني التي سجلتها ريانا

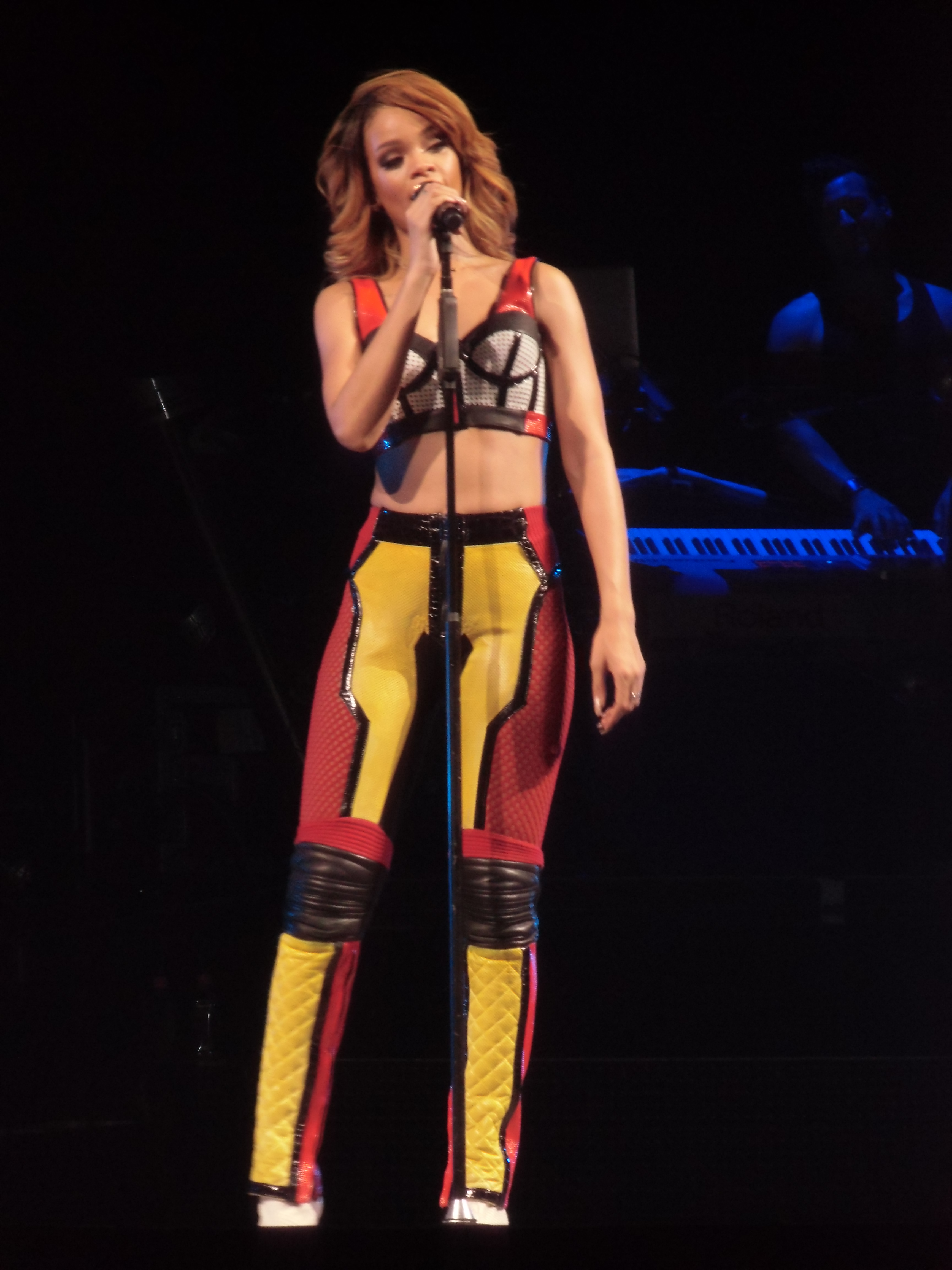
ريانا في 2013.

سجلت المغنية البربادوسية ريانا سبع ألبومات استديو وتعاونت مع فنانين آخرين في ألبومها وأيضاً اشتركت في ألبوماتهم. بعد توقيع العقد مع تسجيلات ديف جام في فبراير 2005، بدأت ريانا العمل مع المنتجين كارل ستوركن وإيفان روجرز، اللذَين شاركا في كتابة 12 أغنية من أصل 15 أغنية في ألبومها الإستديو الأول، ميوزك أوف ذا سن (2005). كارل وإيفان شاركوا أيضاً في كتابة وإنتاج 9 أغنيات من أصل 16 أغنية في ألبومها الإستديو الثاني، آ غرل لايك مي (2006). أغنية الألبوم المنفردة الأولى «إس أو إس» من كتابة إيفان بوغارت وجي. آر. روتم. تحتوي على عينة موسيقية من الأغنية «تاينتد لوف»، كتبت الأغنية في عام 1965 من قبل إد كوب، الذي أدرج اسمه في قائمة الذين شاركوا في كتابة «إس أو إس».
ألبوم ريانا الإستديو الثالث غود غرل غون باد (2007) تم تطويره بواسطة كتاب أغاني ومنتجين قد سبق أن عملوا معها وكذلك مع فنانين مختلفين. كارل وإيفان شاركوا في كتابة وإنتاج أغنيتان من أصل 13 أغنية. تعاونت ريانا مع كريستوفر ستيوارت، وتمبالاند، وفريق الإنتاج النرويجي ستارغيت. ساهم الجميع بشكل كبير في الألبوم، شاركوا في كتابة وإنتاج 9 أغاني. «دونت ستوب ذا ميوزك»، الأغنية المنفردة الثالثة من الألبوم، تحمل عينة موسيقية من أغنية مايكل جاكسون «وانا بي ستارتن سمثن» الذي أدرج اسمه في قائمة الذين شاركوا في كتابة الأغنية. تم إعادة إصدار الألبوم في عام 2008 وشمل الألبوم أغاني جديدة من كتابة عشيقها السابق كريس براون والفرقة مارون 5. رايتد آر (2009)، ألبوم ريانا الإستديو الرابع، قدم اتجاه إبداعي جديد لها. قام العديد من المنتجين في العمل على هذا الألبوم، بما في ذلك ني-يو، وكريستوفر ستيوارت، وستارغيت، وتشايس أند ستاتس، وجستن تيمبرلك.
ألبوم ريانا الإستديو الخامس لاود (2010) شهد عودة المغنية إلى جذورها الدانسهول. قام ستارغيت بتأليف ثلاثة أغاني من الألبوم: «أونلي غرل (إن ذا وورلد)»، و«واتز ماي نايم؟»، و«إس أند إم». المغنية البربادوسية شونتيل شاركت في كتابة «مان داون». ألبوم ريانا الإستديو السادس، توك ذات توك (2011)، الذي تأسس في الغالب على مسار أغاني الدانس-بوب. تم إنتاج أغاني الألبوم من قبل كالفين هاريس، ودكتور لوك، وستارغيت. أغنية الألبوم المنفردة الأولى، «وي فاوند لوف»، كتبت وأنتجت من قبل كالفين فقط. قام الدكتور لوك في المشاركة في كتابة وإنتاج ثلاثة أغاني للألبوم: «يو دا ون»، و«وير هاف يو بين»، و«فول إن لوف». الأغنية المنفردة الأولى من ألبوم ريانا الإستديو السابع، أنوبولوجيتيك (2012)، بعنوان «دايموندز». قامت المغنية الأسترالية سيا فورلر في المشاركة في كتابة الأغنية.

## الأغاني
| footnote | صدرت كأغنية منفردة |

### 2005
- ميوزك أوف ذا سن

1. بون دي ريبلاي  

2. هير آي غو أغين (مع اشتراك جي-ستيشن) 

3. إف إتز لوفن ذات يو وانت  

4. يو دونت لوف مي (نو، نو، نو) (مع اشتراك فايبز كارتيل) 

5. ذات لا، لا، لا 

6. ذا لاست تايم 

7. ويلنغ تو ويت 

8. ميوزك أوف ذا سن 

9. ليت مي 

10. رش (مع اشتراك كاردينال أوفيشال) 

11. ذيرز آ ثغ إن ماي لايف (مع اشتراك جي-ستيشن) 

12. ناو آي نو 

13. شود آي؟ (مع اشتراك جي-ستيشن) 

14. هيبنتايزد
- 534

1. ذا ون (ممفيس بليك مع اشتراك ريانا)

### 2006
- آ غرل لايك مي

1. إس أو إس  

2. كسز دونت لاي 

3. أنفايثفول  

4. وي رايد  

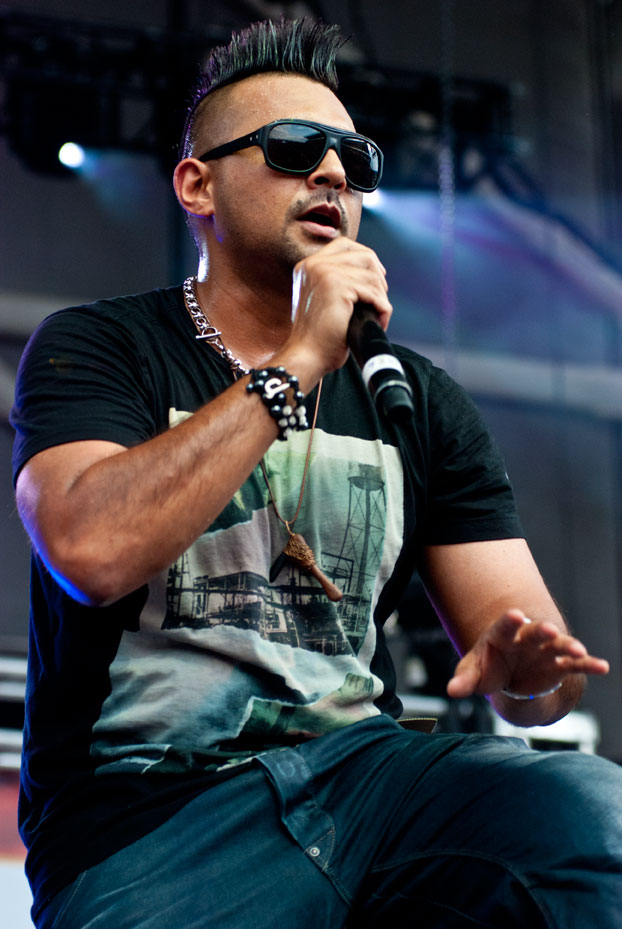
شارك شون بول في كتابة «برايك إت أوف».

5. ديم هايترز (مع اشتراك دوين هزبندز) 

6. فاينال غودباي 

7. برايك إت أوف (مع اشتراك شون بول)  

8. كريزي ليتل ثينغ كولد لوف (مع اشتراك جي-ستيشن) 

9. سلفش غرل 

10. بي. إس. (آيم ستل نوت أوفر يو) 

11. آ غرل لايك مي 

12. آ مليون مايلز آوي 

13. إف إتز لوفن ذات يو وأنت - بارت 2 (مع اشتراك كوري غنز) 

14. هو يا غونا رن تو 

15. كودا بين ذا ون
- غيتو ستوري

1. بوم بوم (تشام مع اشتراك ريانا)
- أغنية ترويج

1. جست بي هابي

### 2007
- غود غرل غون باد

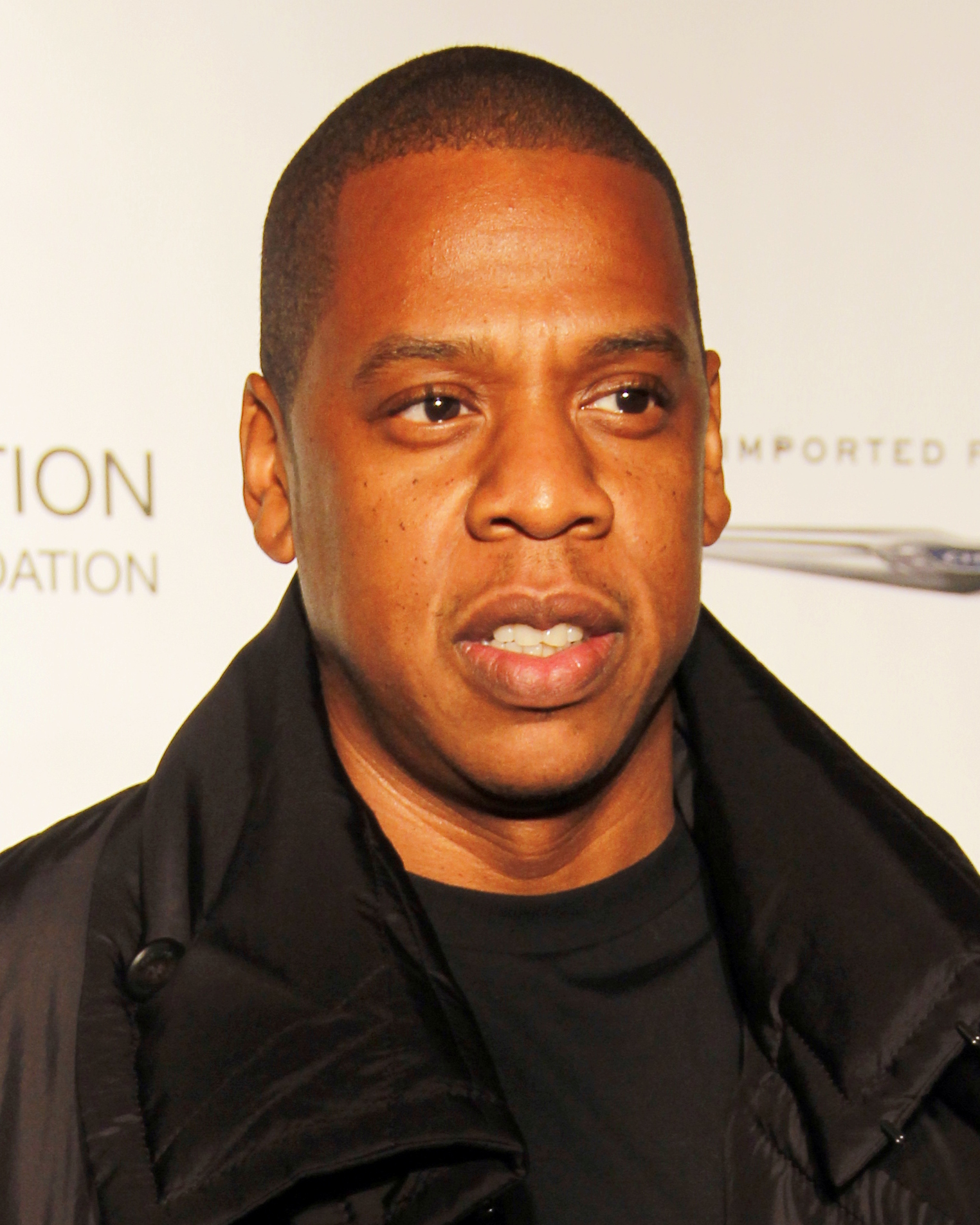
الرابر جي-زي كتب عدة أغاني التي شاركت ريانا فيها. وهي، «أمبريلا»، «رن ذس تاون» و «توك ذات توك».

1. أمبريلا (مع اشتراك جي-زي)  

2. بوش أب أون مي 

3. دونت ستوب ذا ميوزك  

4. بريكن دشز 

5. شت أب أند درايف  

6. هايت ذات آي لوف يو (مع اشتراك ني-يو)  

7. ساي إت 

8. سل مي كاندي 

9. ليمي غيت ذات 

10. ريهاب  

11. كويستشن إكزستن 

12. غود غرل غون باد 

13. كراي 

14. هنتد
- سيف ذا لاست دانس 2 (ساوند تراك)

1. ذا هوتنيس (مع اشتراك شونتيل)
- ذا بيغينينغ

1. رول إت (جي-ستيشن مع اشتراك ريانا وشونتيل) 
- فروم نثنغ تو سمثنغ

1. فرست تايم (فابيولس مع اشتراك ريانا)
- لوف هايت

1. لفن آ لاي (ذا-دريم مع اشتراك ريانا)

### 2008
- غود غرل غون باد: ريلوديد

1. دستربيا  

2. تايك آ باو 

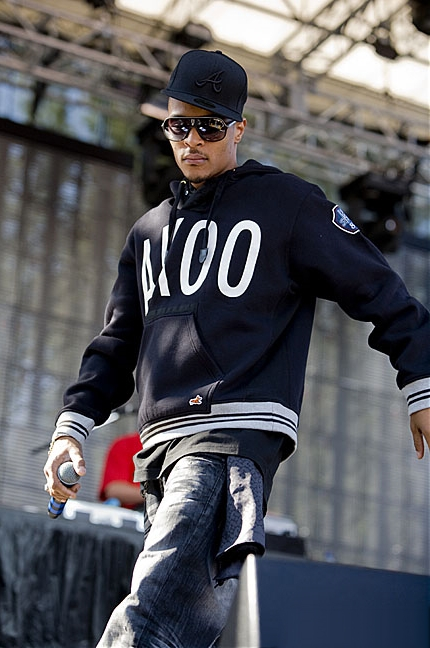
شاركت ريانا مع الرابر تي.آي. في أغنية لف يور لايف.

3. إف آي نفر سي يور فايس أغين (مارون 5 مع اشتراك ريانا) 
- بايبر تريل

1. لف يور لايف (تي.آي. مع اشتراك ريانا) 
- أغنية خيرية

1. جست ستاند أب! 
- ليتز غيت فيزيكال

1. ثرو يور هاندز أب (إلفنت مان مع اشتراك ريانا)
- نوت 4 سيل

1. نومبا 1 (تايد إز هاي) (كاردينال أوفيشال مع اشتراك ريانا)

### 2009
- رايتد آر

1. ماد هاوس 

2. وايت يور ترن  

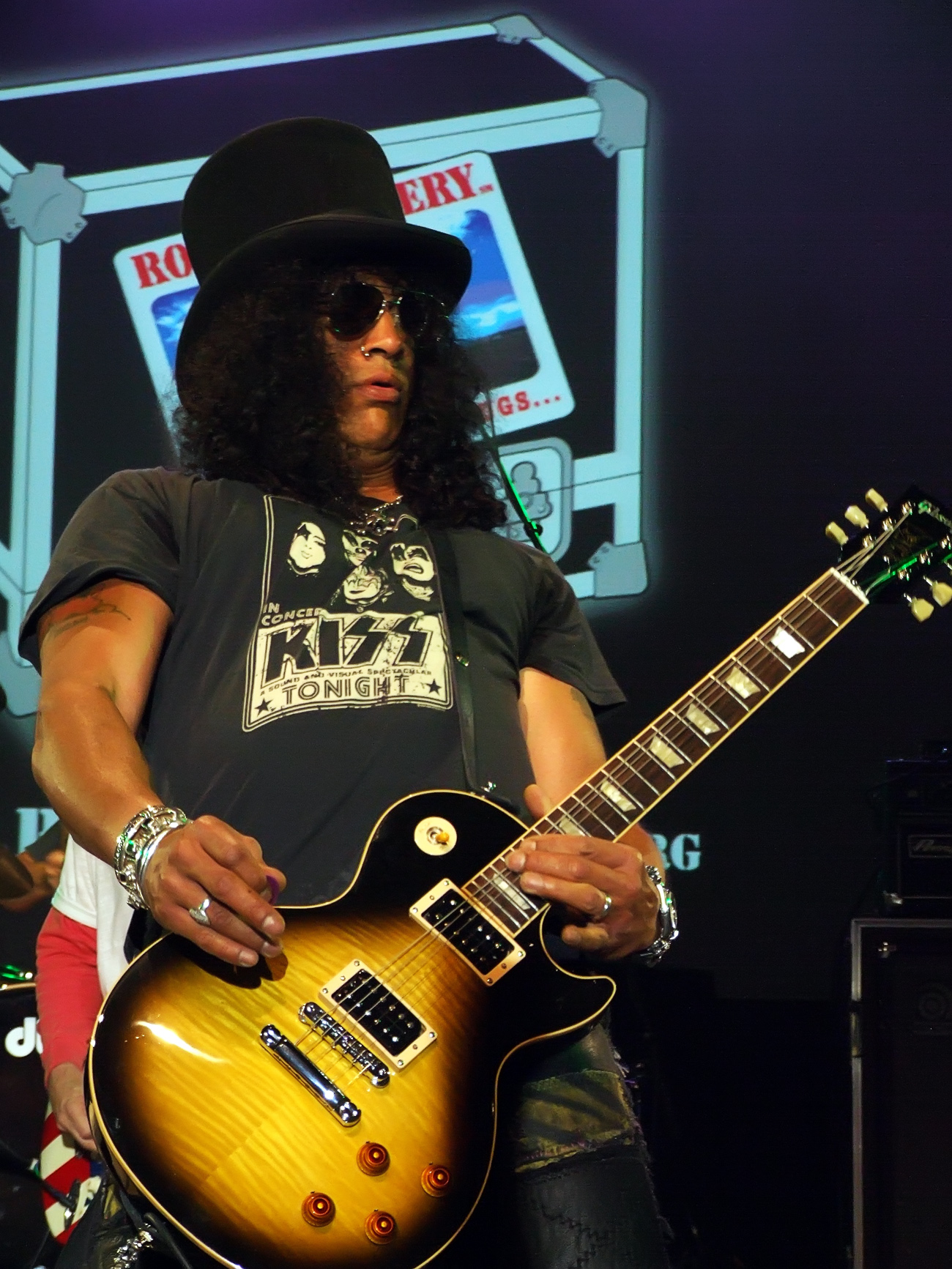
ظهر عازف الغيتار سلاش ضيفاً في أغنية «روك ستار 101».

3. هارد (مع اشتراك جيزي)  

4. ستيوبد إن لوف 

5. روك ستار 101 (مع اشتراك سلاش)  

6. رشن روليت  

7. فاير بومب 

8. رود بوي  

9. فوتوغرافز (مع اشتراك ويل.آي.أم) 

10. جي 4 إل 

11. تي آمو  

12. كولد كايس لوف 

13. ذا لاست سونغ 

14. هول إن ماي هيد (مع اشتراك جستن تمبرليك)
- ذا بلوبرينت 3

1. رن ذس تاون (جي-زي مع اشتراك كانييه ويست وريانا) 
- كونفشن أوف آ شوباهولك (ساوند تراك)

1. باد غرل (مع اشتراك كريس براون)

### 2010
- لاود

1. إس أند إم  

2. واتز ماي نايم؟ (مع اشتراك دريك)  

3. تشيرز (درنك تو ذات)  

4. فايدنغ 

5. أونلي غرل (إن ذا وورلد)  

6. كاليفورنيا كينغ بيد  

7. مان داون  

8. رايننغ مين (مع اشتراك نيكي مناج)  

9. كمبليكيتد 

10. سكن 

11. لوف ذا واي يو لاي (بارت II) (مع اشتراك إمينم)
- ماي بيوتفل دارك تويستد فانتزي

1. أول أوف ذا لايتز (كانييه ويست مع اشتراك ريانا وكيد كودي) 
- ريكوفري

1. لوف ذا واي يو لاي (إمينم مع اشتراك ريانا) 
- بينك فرايدي

1. فلاي (نيكي مناج مع اشتراك ريانا) 
- ون مور لوف

1. هوز ذات تشيك؟ (ديفيد جوتا مع اشتراك ريانا) 
- هوب فور هايتي ناو

1. سترانديد (هايتي مون آمور) (جي-زي، بونو، ذا إيدج وريانا) 
- أغنية خيرية

1. ريدمشن سونغ 
- ناو ذاتز وات آي كول كريسماس! 4

1. آ تشايلد إز بورن

### 2011
- توك ذات توك

1. يو دا ون  

2. وير هاف يو بين  

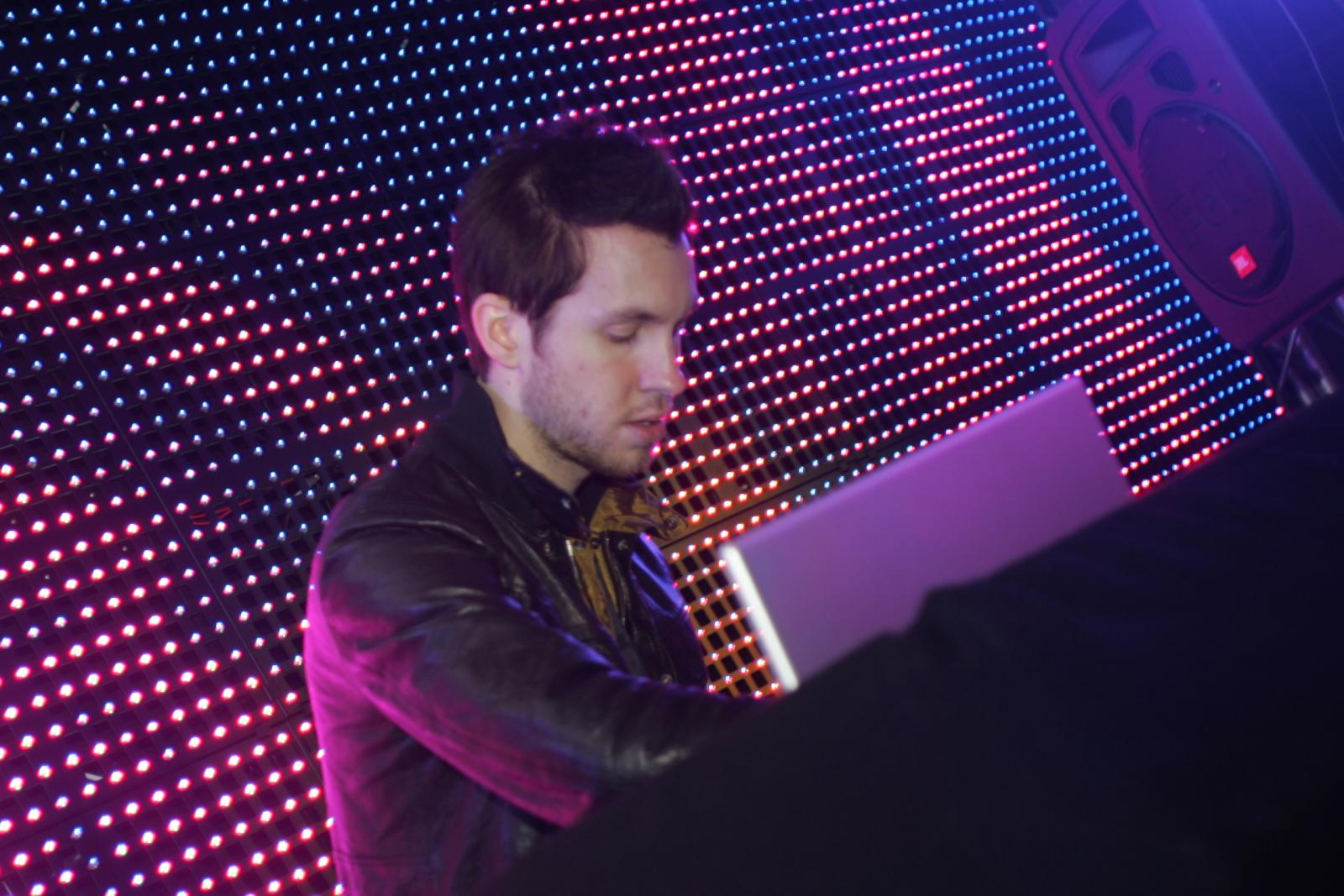
قام كالفين هاريس في كتابة وإنتاج «وي فاوند لوف».

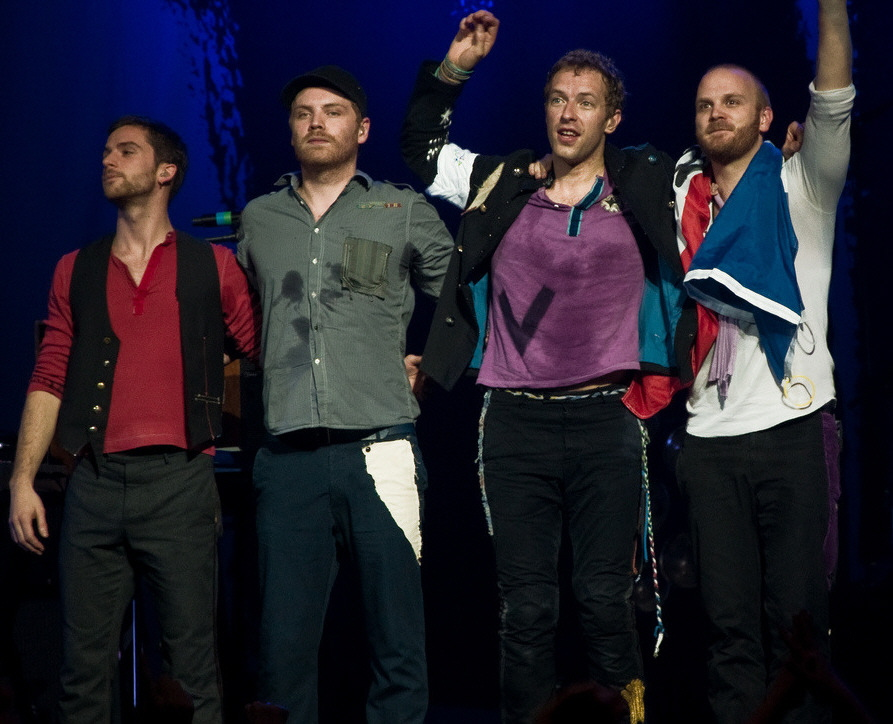
جميع أعضاء فرقة كولدبلاي كتبوا «برنسس أوف تشاينا»، وشاركت ريانا في الأغنية.

3. وي فاوند لوف (مع اشتراك كالفين هاريس)  

4. توك ذات توك (مع اشتراك جي-زي)  

5. كوكينس (لوف إت) 

6. بيرثداي كايك 

7. وي أول وأنت لوف 

8. درنك أون لوف 

9. روك مي أوت 

10. واتش ن ليرن 

11. فارويل 

12. ريد لبستك 

13. دو يا ثنغ 

14. فول إن لوف
- مايلو زايلتو

1. برنسس أوف تشاينا (كولدبلاي مع ريانا) 
- تايك كير

1. تايك كير (دريك مع اشتراك ريانا) 
- إصدار منفرد

1. إس أند إم (ريمكس) (مع اشتراك بريتني سبيرز) 
- تيرتلنيك أند تشاين

1. شاي روني 2: روني أند كلايد (ذا لونلي أيلاند مع اشتراك ريانا)

### 2012
- أنوبولوجيتيك

1. فريش أوت ذا رنواي 

2. دايموندز  

3. نمب (مع اشتراك إمينم) 

4. بور إت أب  

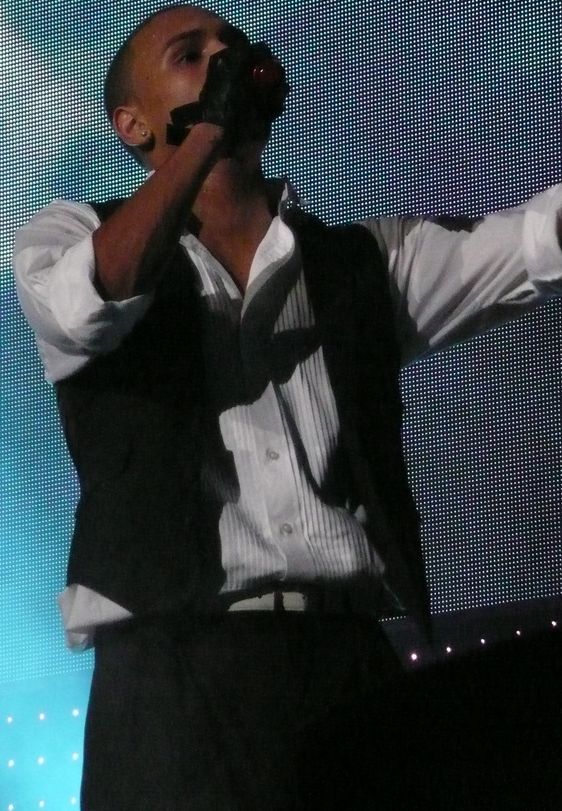
في 2012، شارك كريس براون مع ريانا في ثلاثة أغاني. وهي، "نوبديز بزنز"، "بيرثداي كايك (ريمكس)" و "ترن أب ذا ميوزك (ريمكس)".

5. لوف سونغ (مع اشتراك فيوتشر)  

6. جمب  

7. رايت ناو (مع اشتراك ديفيد جوتا)  

8. وات ناو  

9. ستاي (مع اشتراك مكي إكو)  

10. نوبديز بزنز (مع اشتراك كريس براون) 

11. لوف ويذاوت تراجدي / موذر ماري 

12. غيت إت أوفر ويذ 

13. نو لوف ألاود 

14. لوست إن بارادايز 

15. هاف أوف مي
- إصدار منفرد

1. بيرثداي كايك (ريمكس) (مع اشتراك كريس براون) 
- إصدار منفرد

1. كوكينس (لوف إت) (ريمكس) (مع اشتراك آيساب روكي) 
- إصدار منفرد

1. ترن أب ذا ميوزك (كريس براون مع اشتراك ريانا)

### 2013
- ذا قيفتيد

1. باد (ريمكس) (والي مع اشتراك ريانا) 
- ذا مارشال ماذرز إل بي 2

1. ذا مونستر (إمينم مع اشتراك ريانا) 

### 2014
- شاكيرا

1. كانت ريميمبر تو فورغيت يو (شاكيرا مع اشتراك ريانا) 